# Соколи
Вижте пояснителната страница за други значения на Сокол.
Соколите (Falco) са род дневни грабливи птици от семейство Соколови, срещащи се и в България. Размерите им варират от дребни до средно големи видове, окраската също е силно разнообразна, най-често в камуфлажни цветове. Някои от видовете в рода, като сокол скитник и сокол орко са считани за най-бързо летящите птици, достигащи до близо 400 km/h при пикиране и близо до 200 km/h при хоризонтален полет. Общо взето не ускоряват така бързо и не са толкова маневрени като ястребите, но в открито небе развиват много по-големи скорости.

## Разпространение и биотоп
Населяват почти цял свят без Антарктида. На територията на България са регистрирани следните 9 вида:
- Falco biarmicus – Далматински сокол
- Falco cherrug – Ловен сокол
- Falco columbarius – Малък сокол
- Falco eleonorae – Средиземноморски сокол
- Falco naumanni – Белошипа ветрушка
- Falco peregrinus – Сокол скитник
- Falco subbuteo – Сокол орко (Орко)
- Falco tinnunculus – Керкенез (Черношипа ветрушка)
- Falco vespertinus – Вечерна ветрушка

Ловуват предимно в открити местности или поне изпъстрени с полянки.

## Начин на живот и хранене
Всички видове в рода без изключение са типични хищници, плячката им варира от насекоми до зайцевидни и патици. Някои от видовете ловят предимно птици в полет, други нападат плячката си на земята. Типично за повечето видове в рода е първоначално само да наранят с нокти жертвата си и след това да я доубият с удар с клюна във врата. Повечето от видовете докато ловуват могат да се задържат неподвижно във въздуха.
В природата на България са разпространени 9 вида соколи

## Размножаване
Моногамни птици. Женската обикновено е по-едра от мъжкия. Родителите се грижат и обучават сравнително дълго малките след като напуснат гнездото.

## Фосилна летопис
По изкопаеми костни останки от България от палеоорнитолога проф. Златозар Боев са описани и 2 вида соколи от неогена – един от миоцен (отпреди около 7 млн. г.) от находище край гр. Хаджидимово (български сокол Falco bulgaricus) и един от плиоцен (отпреди около 2,25 млн. г.) от находище край гр. Вършец (сокол /керкенез/ на Бакалов Falco bakalovi).

## Допълнителни сведения
На територията на България всички видове от рода са защитени от закона. Според някои изследвания соколите се нареждат сред най-интелигентните птици.